# Avianca-Flug 671
Der Avianca-Flug 671 (Flugnummer: AV671, Funkrufzeichen: AVIANCA 671) war ein Linieninterkontinentalflug von Miami nach Bogotá mit planmäßigen Zwischenstopps in Montego Bay und Barranquilla. Als die Maschine des Typs Lockheed L-1049E-55 Super Constellation beim Flug am 21. Januar 1960 in Montego Bay zwischengelandet werden sollte, kam es zu einer Bruchlandung. Bei dem Unfall wurden 37 der 46 Insassen der Maschine getötet. Es handelt sich um den schwersten Flugunfall in Jamaika.

## Maschine
Bei der verunglückten Maschine handelte es sich um eine im Jahr 1954 gebaute Lockheed L-1049E-55 Super Constellation mit der Werknummer 4556. Die Maschine wurde fabrikneu an die Avianca ausgeliefert, bei welcher sie mit dem Luftfahrzeugkennzeichen HK-177 in Betrieb genommen wurde. Das viermotorige Langstreckenflugzeug war mit vier luftgekühlten 18-Zylinder-Doppelsternmotoren vom Typ Curtiss-Wright R-3350 ausgerüstet, die jeweils eine Leistung von 2500 PS (1838 kW) hatten.

## Passagiere und Besatzung
Den Flug auf dem betroffenen Flugabschnitt hatten 39 Passagiere angetreten. Es befand sich zudem eine siebenköpfige Besatzung an Bord.

## Unfallhergang
Die Maschine startete am 20. Januar 1960 zum Flug nach Montego Bay. Auf dem Weg dorthin ereignete sich eine Fehlfunktion in Triebwerk Nr. 3, woraufhin dieses heruntergefahren wurde und die Piloten nach Miami umkehrten, wo die Maschine um 16:57 Uhr landete. Der Propellerregler wurde ausgetauscht, doch während der Funktionsprüfung für den Abflug wurde ein weiterer Defekt in Triebwerk Nr. 2 entdeckt. Dieser wurde ebenfalls behoben, woraufhin die Maschine um 0:12 Uhr erneut zum Flug nach Montego Bay startete. Während des Fluges steuerte der Erste Offizier die Maschine. Im Anflug auf den Zielflughafen wurde eine Freigabe für einen gewöhnlichen Instrumentenanflug erteilt. Nachdem die Kurve für den Endanflug geflogen wurde, sichteten die Piloten die Landebahn aus einer Flughöhe von 2.000 Fuß. Der Anflug wurde anschließend im Sichtflug fortgeführt. Die Maschine setzte hart auf der Landebahn auf, sprang wieder auf und schlug ein zweites Mal auf. Hierbei brach das Fahrwerk, wodurch der Rumpf Bodenberührung bekam, das Flugzeug in Flammen aufging und brennend über die Landebahn schlitterte. Die Super Constellation kam schließlich auf der Rumpfoberseite liegend zum Stehen. Ihre Endposition befand sich 1.900 Fuß hinter der Landebahnschwelle und 200 Fuß links von der Landebahn. Bei dem Unfall kamen 37 Insassen ums Leben, vier Passagiere und fünf Besatzungsmitglieder überlebten. Die Maschine wurde durch den Brand völlig zerstört.

## Ursache
Als Unfallursache wurde die Auswahl eines Endanflugpfades angegeben, welcher zu einer harten Landung führte. In der Folge sei es infolge der Übertragung der Aufprallwucht vom Fahrwerk auf die Flugzeugstruktur zu einem erheblichen Strukturversagen im Bereich der backbordseitigen Tragfläche gekommen, welches sich im Bereich der 80. Verbindungsstelle ereignete. Die Flugzeugstruktur war nur für Sinkraten von 10 Fuß pro Sekunde ausgelegt. Die Unfallermittler führten den Unfall auch auf mangelnde Kenntnisse der Besatzung zurück, welche auf eine defizitäre Pilotenausbildung und Überprüfung der Flugfertigkeiten der Piloten der Maschine hinwiesen. Der kolumbianischen Flugaufsichtsbehörde wurde daher eine Mitverantwortung für den Unfall gegeben.

## Flugnummer
Die Flugnummer AV671 wird weiterhin durch die Avianca verwendet und bezieht sich auf die Flugverbindung von San Salvador nach New York City.